# Рива Бене (Болоња)
Рива Бене (итал. Riva Bene) је насеље у Италији у округу Болоња, региону Емилија-Ромања.
Према процени из 2011. у насељу је живело 28 становника. Насеље се налази на надморској висини од 311 м.